# Faridkot
|  | Per a altres significats, vegeu «Faridkot (desambiguació)». |

Faridkot fou un estat tributari protegit del Cis Sutlej al Panjab. Estava format per dues parts separades: Faridkot i Kot-Kapura.

## Superfície i població

Bandera

La superfície era de 1585 km² (1881) i 1662 km² (1901) i la població repartida en 168 pobles (167 i dues ciutats el 1901) amb un total de 97.034 habitants el 1881 i 124.912 el 1901.

## Capital i bandera
La capital era Faridkot (ciutat) de 10.405 el 1901, fundada després de 1200 per Raja Mokulsi, un rajput manj, en temps del santó Bawa Farid, que li va donar nom. La bandera era groga amb vora blanca (menys al pal) amb un estel de seu puntes a manera de sol blanc al cantó amb disc groc a l'interior.

## Història
El cap de l'estat era al mateix temps cap de la tribu barar jat i era descendent del fundador Bhallan (descendents de Jaisal, el fundador del principat de Jaisalmer el 1156) que vivia al temps d'Akbar el Gran; el seu nebot va fundar la fortalesa de Kot-Kapura, i es va establir com governant independent. Al començament del segle xix, Kot Kapura fou ocupada per Ranjit Singh (1808) i cedida a Nabha i al cap d'un any fou ocupada Faridkot (1809); el govern britànic va exigir la restitució d'aquestes conquestes i altres a l'esquerra del Sutlej, Faridkot fou retornat a la nissaga governant però no Kot Kapura. El 1845, quan va esclatar la guerra entre sikhs i anglesos, el sardar Pahar Singh es va posar al costat dels britànics i va rebre el títol de raja (1846) i a més va rebre la meitat del territori arrabassat al raja de Nabha, incloent Kot Kapura. Wazir Singh també va estar al costat dels britànics en la segona guerra anglosikh del 1848-1849. Durant la rebel·lió dels sipais el 1857 una vegada més va donar suport als britànics. En recompensa el 1862 va rebre un sanad que li reconeixia l'estat de manera vitalícia per ell i els seus successors mascles amb dret d'adopció; també va rebre el títol de Brar Bans Raja Sahib Bahadur i la seva salutació fou fixada a 11 canonades. Wazir va morir l'abril de 1874 i el va succeir el seu fill Bikram Singh. El seu exèrcit era de 200 cavallers, 600 infants i policies i 3 canons, però el 1901 s'havia reduït a 41 cavallers, 127 infants, 20 artillers i 6 canons. El raja Brijindar que va pujar al tron amb 10 anys, va morir amb només 24 anys gairebé sense governar personalment. però deixant dos fills un dels quals, Harindar, el va succeir sent menor d'edat (3 anys) i va rebre poders el 1936; fou el darrer sobirà amb poders doncs el 20 d'agost de 1948 va accedir a l'Índia.

## Llista de governants de Kot Kapura i Faridkot
- Sangar vers 1600
- Bhallan vers 1600-1643 (fill)
- Chaudhuri Kapura Singh 1643-1708 (nebot)
- Chaudhuri Sajja Singh 1708-1710 (fill)
- Chaudhuri Sukha Singh 1710-1731 (germà)
- Chaudhuri Jodh Singh 1731-1767 (fill) (1763-1767 a Kot Kapura)
- Sardar Hamir Singh 1763-1782 (fill) (a Faridkot)

## Branca de Kot Kapura
- Chaudhuri Jodh Singh 1763-1767 (a Kot Kapura)
- Chaudhuri Tegh Singh 1767-1806 (fill de Chaudhuri Jodh Singh)
- Chaudhuri Jagat Singh 1806-1807 (+1825)
- Sardar Karam Singh 1807-1808 (germà)
- Conquesta sikh i incorporació a Nabha 1808

## Branca de Faridkot
- Sardar Hamir Singh 1763-1782
- Sardar Mohr Singh 1782-1798 (fill)
- Sardar Charat Singh 1798-1804 (fill)
- Sardar Dal Singh 1804 (germà de Mohr Singh)
- Sardar Ghulab Singh 1804-1826 (fill de Charat Singh, + 5 de novembre de 1826)
- Sardar Attar Singh 1826-1827 (fill, + agost de 1827)
- Raja Pahar Singh 1827-1849 (germà de Ghulab Singh)
- Raja Wazir Singh Brar Bans Bahadur 1849-1874 (fill, + 22 d'abril de 1874)
- Farzand-i-Sadaat Nishan Hazrat-i-Kaisar-i-Hind Raja Bikram Singh Brar Bans Bahadur 1874-1898 (fill, + 8 d'agost de 1898)
- Farzand-i-Sadaat Nishan Hazrat-i-Kaisar-i-Hind Raja Balbir Singh Brar Bans Bahadur 1898-1906 (fill, + febrer de 1906)
- Farzand-i-Sadaat Nishan Hazrat-i-Kaisar-i-Hind Raja Brijindar Singh Brar Bans Bahadur 1906-1918 (fill, + 22 de desembre de 1918)
- Farzand-i-Sadaat Nishan Hazrat-i-Kaisar-i-Hind Raja Sir Harindar Singh Brar Bans Bahadur 1918-1948 (fill + 6 d'octubre de 1989)